# Stella Stevens
Stella Stevens, nascida Estelle Caro Eggleston (Yazoo City, 1 de outubro de 1938 – Los Angeles, 17 de fevereiro de 2023) foi uma atriz americana e televisiva, que começou sua carreira atuando em 1959. também foi produtora de filmes, diretora e garota pin-up.

## Carreira
A atriz iniciou a sua carreira no final dos anos de 1950. O seu longa de estreia, "Prece para um pecador", lhe rendeu um Globo de Ouro, na categoria Revelação Feminina.
Stella contracenou ainda com o cantor Elvis Presley no filme "Garotas, Garotas e Mais Garotas", em 1962.
Outras participações em filmes foram "Papai Precisa Casar" (1963), "O Agente Secreto Matt Helm" (1966), O Destino de Poseidon’ (1972) e "Cleópatra Jones e o Cassino de Ouro" (1975).
Segundo a Variety, a atriz posou em três ocasiões para a revista Playboy: nos anos de 1960, 1965 e 1968. Além disso, entrou para a lista da revista das 100 estrelas mais sexy do século 20, onde apareceu em 27º lugar.
Faleceu aos 84 anos em 17 de fevereiro de 2023. Segundo o filho, ela estava internada há algum tempo com estágio VII de Alzheimer..

## Filmografia
- 1959 – Say One for Me (Prece Para Um Pecador)
- 1959 – The Blue Angel (O Anjo Azul)
- 1959 – Li'l Abner (As Aventuras de Ferdinando)
- 1961 – Man-Trap (Beco Sem Saída)
- 1961 – Too Late Blues (A Canção da Esperança)
- 1962 – Girls! Girls! Girls! (Garotas e Mais Garotas)
- 1963 – The Courtship of Eddie's Father (Papai Precisa Casar)
- 1963 – The Nutty Professor (O Professor Aloprado)
- 1964 – Advance to the Rear (Avance Para a Retaguarda)
- 1965 – Synanon (Os Ressuscitados)
- 1965 – The Secret of My Success (O Segredo do Meu Sucesso)
- 1966 – The Silencers (O Agente Secreto Matt Helm)
- 1966 – Rage (48 Horas Para Morrer)
- 1968 – How to Save a Marriage and Ruin Your Life (Como Salvar Um Casamento e Arruinar Sua Vida)
- 1968 – Sol Madrid (Os Corruptores)
- 1968 – Where Angels Go, Trouble Follows! (As Diabruras dos Anjos Rebeldes)
- 1969 – The Mad Room (Fúria Assassina)
- 1970 – The Ballad of Cable Hogue (A Morte Não Manda Recado)
- 1971 – A Town Called Bastard ( Uma Cidade Chamada Bastardo)
- 1972 – Stand Up and Be Counted (Quando a Mulher Quer)
- 1972 – Slaughter (Slaughter, o Homem Impiedoso)
- 1972 – The Poseidon Adventure (O Destino do Poseidon)
- 1973 – Arnold
- 1975 – Las Vegas Lady
- 1975 - Wonder Woman TV series (Mulher Maravilha TV séries)
- 1975 – Cleopatra Jones and the Casino of Gold
- 1976 – Nickelodeon
- 1977 – Mister Deathman
- 1978 – The Manitou (Manitou – O Espírito do Mal)
- 1983 – Wacko
- 1983 – Ladies Night
- 1983 – Chained Heat (Correntes do Inferno)
- 1986 – A Masterpiece of Murder
- 1986 – The Longshot
- 1987 – Monster in the Closet
- 1990 – Exiled in America
- 1990 – Mom
- 1990 – Down the Drain
- 1990 – The Terror Within II
- 1990 – Exiled in America
- 1991 – Last Call
- 1992 – South Beach
- 1992 – The Nutt House
- 1993 – Eye of the Stranger
- 1993 – Little Devils: The Birth
- 1994 – Hard Drive
- 1994 – Point of Seduction: Body Chemistry III
- 1994 – Molly & Gina
- 1995 – Star Hunter
- 1995 – Illicit Dreams (Entre Quatro Paredes)
- 1995 – The Granny
- 1995 – Body Chemistry 4: Full Exposure
- 1996 – Virtual Combat
- 1997 – Bikini Hotel
- 1997 – Invisible Mom
- 2003 – The Long Ride Home
- 2004 – Blessed
- 2005 – Glass Trap
- 2005 – Hell to Pay
- 2005 – Popstar